# 메이슨 딕슨 선

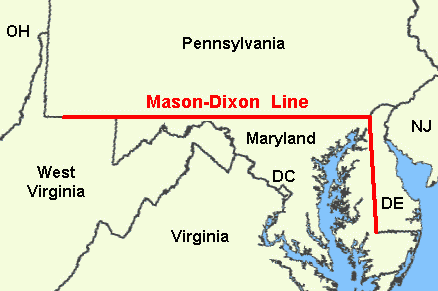
원래의 메이슨 딕슨 선

메이슨 딕슨 선(─線, 영어: Mason and Dixon Line)은 1763년에서 1767년 사이에 영국의 천문학자이자 측량사인 찰스 메이슨과 제레마이어 딕슨이 미국의 식민지화 시기에 메릴랜드의 영국 볼티모어와 펜실베이니아의 영주 펜 간 식민지 분쟁을 해결하기 위해 설정한 경계선이다. 이 선은 19세기에 모든 주의 노예 폐지가 있기 이전까지는 노예가 있는 주와 없는 주를 나누는 기준이 되었고, 오늘날에 이르러서도 펜실베이니아주와 메릴랜드주, 곧 미국의 남부와 북부를 나누는 경계선으로 간주된다.

## 같이 보기
- 미국의 식민지 시대